# Шрифт Оффенбаха
Шрифт Оффенбаха (нем. Offenbacher Schrift) — немецкий шрифт, разработанный Рудольфом Кохом в 1927 году. Название произошло от города Оффенбах-на-Майне, где Кох работал над своими шрифтами. По замыслу Коха, шрифт должен сочетать простоту написания и эстетическую красоту. Наиболее подходящим инструментом для письма этим шрифтом было перо, писать которым лучше всего было под углом 75-80 градусов и линеатурой 2:3:2. Для сравнения: готический курсив в идеале требовал угол наклона пера 70 градусов и линеатуру 2:1:2. Тем не менее шрифт Оффенбаха не был принят в школах, так как широкое хождение имел более простой шрифт Зюттерлина. В 1950-е годы шрифт был переработан Мартином Хермерсдорфом, учеником Коха, которому удалось внедрить его в баварские школы.

## Пример текста
|                                             | „Nur die Schrift allein |
| bewahret die göttlichen Gedanken            |                         |
| der weisen Männer                           |                         |
| und die Aussprüche der Götter,              |                         |
| ja selbst alle Philosophie und Wissenschaft |                         |
| und übergibt sie                            |                         |
| von Jahrhundert zu Jahrhundert              |                         |
| den kommenden Geschlechtern.“               |                         |
| Diodorus Siculus                            |                         |